# Eastern Professional Basketball League 1950-1951
La stagione EPBL 1950-51 fu la 5ª della Eastern Professional Basketball League. Parteciparono 8 squadre divise in due gironi.
Parteciparono le stesse squadre della stagione precedente. Durante il campionato gli Harrisburg Senators fallirono e vennero rimpiazzati degli Harrisburg Capitols.

## Squadre partecipanti
- Berwick Carbuilders
- Harrisburg Senators/ Harrisburg Capitols
- Lancaster Rockets
- Pottsville Packers
- Reading Rangers
- Sunbury Mercuries
- Williamsport Billies
- York Victory A.C.

## Classifiche

### Northern Division
| Squadra              | V  | P  | %    | GB |
| -------------------- | -- | -- | ---- | -- |
| Sunbury Mercuries    | 23 | 5  | 82,2 | -  |
| Williamsport Billies | 16 | 12 | 57,2 | 7  |
| Berwick Carbuilders  | 15 | 13 | 53,6 | 8  |
| Pottsville Packers   | 12 | 16 | 42,9 | 11 |

### Southern Division
| Squadra                                 | V  | P  | %    | GB  |
| --------------------------------------- | -- | -- | ---- | --- |
| York Victory A.C.                       | 15 | 11 | 57,7 | -   |
| Lancaster Rockets                       | 12 | 15 | 44,5 | 3,5 |
| Harrisburg Senators/Harrisburg Capitols | 9  | 18 | 33,3 | 6,5 |
| Reading Rangers                         | 8  | 20 | 40,0 | 8   |

## Play-off

### EPBL Season Championship
|  | Sunbury Mercuries | 80 – 75 | York Victory A.C. |  |

### Finali di conference
|  | York Victory A.C. | 78 – 64 | Lancaster Rockets |  |

|  | York Victory A.C. | 69 – 68 | Lancaster Rockets |  |

|  | Sunbury Mercuries | 84 – 77 | Williamsport Billies |  |

|  | Sunbury Mercuries | 77 – 66 | Williamsport Billies |  |

|  | Sunbury Mercuries | 77 – 70 | Williamsport Billies |  |

### Finale EPBL
|  | Sunbury Mercuries | 74 – 54 | York Victory A.C. |  |

|  | Sunbury Mercuries | 77 – 69 | York Victory A.C. |  |

### Tabellone
|  | Finali di conference | Finali di conference | Finali di conference |      |         | Finale  | Finale | Finale |  |
|  |                      |                      |                      |      |         |         |        |        |  |
|  | 1N                   | Sunbury              | 3                    |      |         |         |        |        |  |
|  | 1N                   | Sunbury              | 3                    |      |         |         |        |        |  |
|  | 2N                   | Williamsport         | 0                    |      |         |         |        |        |  |
|  | 2N                   | Williamsport         | 0                    |      | Sunbury | Sunbury | 2      |        |  |
|  |                      |                      |                      |      | Sunbury | Sunbury | 2      |        |  |
|  |                      |                      | York                 | York | 0       |         |        |        |  |
|  | 2S                   | Lancaster            | York                 | York | 0       | 0       |        |        |  |
|  | 2S                   | Lancaster            |                      |      |         |         |        |        |  |
|  | 1S                   | York                 | 2                    |      |         |         |        |        |  |

## Vincitore
| Campione EPBL 1951            |
| ----------------------------- |
| Sunbury Mercuries (1º titolo) |

## Premi EPBL
- EPBL Most Valuable Player: Jerry Rullo, Sunbury Mercuries